# 辛辛那提 (阿肯色州)
辛辛那提（英語：Cincinnati）是位於美國阿肯色州華盛頓縣的一個非建制地區。該地的面積和人口皆未知。

## 地理
辛辛那提的座標為36°02′14″N 94°30′40″W / 36.03722°N 94.51111°W，而該地的平均海拔高度為321米（即1053英尺）。